# Lycianthes luteynii
Lycianthes luteynii är en potatisväxtart som beskrevs av D 'arcy. Lycianthes luteynii ingår i Himmelsögonsläktet som ingår i familjen potatisväxter. Inga underarter finns listade i Catalogue of Life.